# Lista de prefeitos de Santa Maria (Rio Grande do Norte)
Esta é a lista de prefeitos de Santa Maria, município brasileiro do estado do Rio Grande do Norte.
Todos os ex-prefeitos do município estão vivos.
| Nº | Prefeito(a) (Nascimento–Falecimento)                             | Imagem | Partido                          | Início de mandato     | Fim de mandato         | Vice-prefeito                   | Observações                     |
| -- | ---------------------------------------------------------------- | ------ | -------------------------------- | --------------------- | ---------------------- | ------------------------------- | ------------------------------- |
| 1  | Pedro Lopes de Moura (São Paulo do Potengi, 18.10.1950)          |        | PPB                              | 1º de janeiro de 1997 | 31 de dezembro de 2004 | Domingos Cardoso de Melo        | Prefeito e vice eleitos         |
| 1  | Pedro Lopes de Moura (São Paulo do Potengi, 18.10.1950)          | PSDB   | Júlio César de Azevedo           | 1º de janeiro de 1997 | 31 de dezembro de 2004 | Prefeito reeleito e vice eleito |                                 |
| 2  | Nilson Urbano (São Paulo do Potengi, 22.03.1968)                 |        | PTB                              | 1º de janeiro de 2005 | 31 de dezembro de 2012 | Valmir Antônio da Cruz          | Prefeito e vice eleitos         |
| 2  | Nilson Urbano (São Paulo do Potengi, 22.03.1968)                 | PSB    | Manoel Amaro de Araújo           | 1º de janeiro de 2005 | 31 de dezembro de 2012 | Prefeito reeleito e vice eleito |                                 |
| 3  | Celina Amélia Câmara de Moura (São Paulo do Potengi, 30.03.1981) |        | Manoel Amaro de Araújo           | PMDB                  | 1º de janeiro de 2013  | 31 de dezembro de 2016          | Prefeita eleita e vice reeleito |
| 4  | Pedro Henryque Oliveira Urbano (Natal, 28.06.1994)               |        | PSDB                             | 1º de janeiro de 2017 | 31 de dezembro de 2020 | José Francisco de Andrade       | Prefeito e vice eleitos         |
| 5  | Raniery Soares Câmara (Ceará-Mirim, 16.03.1977)                  |        | PP                               | 1º de janeiro de 2021 | até a atualidade       | José Adilson da Silva           | Prefeito e vice eleitos         |
| 5  | Raniery Soares Câmara (Ceará-Mirim, 16.03.1977)                  | PT     | Arthur César Azevedo de Oliveira | 1º de janeiro de 2021 | até a atualidade       | Prefeito reeleito e vice eleito |                                 |